# 88선언
88선언은 1988년 2월 29일 서울 연동교회에서 열린 한국기독교교회협의회(NCCK) 총회에서 '민족의 통일과 평화에 대한 한국 기독교회 선언'이 선포됐다.
88선언은 한국 기독교 역사상 처음으로 한반도의 평화통일에 대해 신학적·정책적 정의와 교회의 나아갈 길을 밝혀 한국 교회의 공식 지침으로 자리매김했다.
한국기독교총연합회는 이에 반하여 생겼으며 현재, 전광훈목사가 회장으로 재임하고 있다. 
1. ↑  “[길을 찾아서] 평화통일 담은 ‘88선언’ 만장일치 채택 / 오재식”. 2013년 4월 28일. 2020년 1월 13일에 확인함.